# José Braña i Muiños
José Braña i Muiños (La Corunya, (Galícia), 1836 - [...?]) fou un compositor gallec del que se'n sap molt poc de la seva vida.
A més de compositor fou cornetí i dirigí la banda del regiment de Zamora.
Se li deuen: Himno (1878), Dos de Mayo de 1866 (1879), A mina terriña (1879), Sinfonia en do menor (1880), El voto del pueblocoruñés (1883), Doces airiños d'a terra (1884), Gran fantasia de concierto (1888), Retreta militar española (1894), algunes d'aquestes obres foren premiades en diversos certàmens.